# Баргузинское сельское поселение
Баргузинское се́льское поселе́ние — муниципальное образование в Баргузинском районе Бурятии Российской Федерации.
Административный центр — село Баргузин.

## История
Статус и границы сельского поселения установлены Законом Республики Бурятия от 31 декабря 2004 года № 985-III «Об установлении границ, образовании и наделении статусом муниципальных образований в Республике Бурятия»

## Население
| 2011  | 2012  | 2013  | 2014  | 2015  | 2016  | 2017  |
| ----- | ----- | ----- | ----- | ----- | ----- | ----- |
| 6161  | ↘6126 | ↘6080 | ↘6013 | ↘5982 | ↗6058 | ↘6021 |
| 2018  | 2019  | 2020  | 2021  | 2023  | 2024  |       |
| ↘5971 | ↘5958 | ↘5871 | ↘5185 | ↘5114 | ↘5076 |       |

## Состав сельского поселения
| № | Населённый пункт | Тип населённого пункта       | Население |
| - | ---------------- | ---------------------------- | --------- |
| 1 | Баргузин         | село, административный центр | ↘4850     |
| 2 | Нестериха        | село                         | ↘269      |
| 3 | Шапеньково       | село                         | ↘199      |